# Brodowo (Giże)
Brodowo (niem. Brodowen) – przysiółek wsi Giże w Polsce, położony w województwie warmińsko-mazurskim, w powiecie ełckim, w gminie Ełk.
W latach 1975–1998 przysiółek administracyjnie należał do województwa suwalskiego.